# Lucky Fred
Lucky Fred è una serie animata spagnola del 2011, prodotta da Imira Entertainment, in collaborazione con Top Draw Animation, Rai Fiction (stagione 1), Televisió de Catalunya, Telegael, Toonz Entertainment (stagione 2) e trasmessa in Spagna su Disney Channel dal 26 novembre 2011 e in Italia su Disney Channel e Rai 2 dal maggio 2012.

## Trama
La serie parla del tredicenne Frederick "Fred" Luckpuig, che accidentalmente diventa proprietario di un robot dotato di superpoteri, in grado di trasformarsi in qualsiasi oggetto che egli desideri. Il vero nome del robot è ANIQUILAITOR 9-0-9-0-9-0-9, ma Fred lo chiama Friday. Prima di finire nelle mani di Fred, Friday avrebbe dovuto servire Braianna Robeaux, la vicina di Fred, una ragazza della stessa classe, che in realtà è Agente Brains, un membro della forza di sicurezza intergalattica segreta "I Protettori". Brains è la protettrice assegnata alla Terra e deve proteggere la Terra dagli attacchi alieni.

## Personaggi principali
- Frederick "Fred" Luckpuig: doppiato in spagnolo da Aitor González e in italiano da Manuel Meli
- Braianna Robeaux/Agente Brains: doppiato in spagnolo da Carmen Podio e in italiano da Gaia Bolognesi
- Friday: doppiato in spagnolo da Francisco Javier García Sáenz e in italiano da Stefano de Filippis